# Речка (Шимский район)
Речка — деревня в Шимском районе Новгородской области в составе Подгощского сельского поселения.

## География
Находится в западной части Новгородской области на расстоянии приблизительно 11 км на восток-юго-восток по прямой от районного центра поселка Шимск.

## История
На карте 1840 года была обозначена как поселение с 58 дворами. В 1909 году здесь (деревня Старорусского уезда Новгородской губернии) было учтено 69 дворов

## Население
Численность населения: 393 человека (1909 год), 25 (русские 96 %) в 2002 году, 10 в 2010.